# Projekt 1252
Projekt 1252 Deckname:„Isumrud“ (russisch „Изумруд“ für Smaragd, NATO-Bezeichnung: „Zhenya-Klasse“) war eine Klasse von Minenräumschiffen der sowjetischen Marine, die man auf Basis von Projekt 257DM zur Suche nach Seeminen im Küstenvorfeld entwickelt hatte. Drei Schiffe wurden in der Sowjetunion ab 1966 gebaut.

## Beschreibung
Projekt 1252 war eine überarbeitete Version von Projekt 257DM. Man baute den Rumpf hier jedoch nicht aus Holz, sondern, das erste Mal weltweit, komplett aus Fiberglas. Wegen giftiger Ausdünstungen des dabei verwendeten Kunststoffs mussten zusätzliche Vorrichtungen für die Ventilation eingeplant werden.
Die Propeller wurden in ein geräuschverminderndes Gehäuse eingefasst, das Räumgeschirr wurde um eine große Kabeltrommel und zwei Kräne auf das Arbeitsdeck an achtern ergänzt. Zur Suche nach Seeminen wurde unter den Rumpf ein Dom mit einem MG-79- und einem MG-26-Sonar verbaut.
Bewaffnet waren die Schiffe wie Projekt 257DM mit einem Turm 30 mm L/63 AK-230 auf dem Vorschiff. Weiter konnten Seeminen und Wasserbomben mitgeführt werden.

## Verbleib
Drei Schiffe des Projekts 1252 wurden in Leningrad bis 1969 gebaut. Sie dienten in der sowjetischen Marine und wurden alle im Jahr 1990 außer Dienst gestellt.